# Ferdinando I del Portogallo
Ferdinando Perez di Borgogna del Portogallo (Fernão in portoghese e in galiziano, Fernán in spagnolo, in asturiano, in aragonese e in basco e Ferran in catalano; Santarém, 31 ottobre 1345 – Lisbona, 29 ottobre 1383) fu il nono re del Portogallo e dell'Algarve dal 1367 al 1383.
Era detto O Formoso oppure O Belo ("il Bello", per la bellezza fisica), ma anche O Inconsciente oppure O Inconstante ("l'Incosciente" o "l'Incostante", per la sua disastrosa politica estera).

## Origine[1][2][3][4]
Figlio secondogenito (secondo maschio, ma al momento della nascita, erede al trono, in quanto il primogenito Luigi era già morto) del re del Portogallo e dell'Algarve Pietro I e della sua seconda moglie, Costanza Manuel, figlia primogenita dello scrittore e uomo politico Giovanni Emanuele di Castiglia (discendente di Ferdinando III di Castiglia, che era suo nonno, mentre Alfonso X di Castiglia era suo zio) e della sua seconda moglie, Constanza d'Aragona (1300-1327), figlia del re d'Aragona Giacomo II.

## Biografia
Il Chronicon Conimbricensi riporta che Ferdinando, figlio di Pietro e Costanza (Infante D. Ferrando filho do Infante D. Pedro de Portugal è Infanta Doña Constanza) nacque nella sera che precede il giorno dei Santi (vespera de todos los Santos) del 1345.
Ferdinando assieme alla sorella Maria (D. Fernando, D. Maria) è citata nel Nobiliario di suo zio Pietro Alfonso, conte di Barcelos come figlio di Pietro, re del Portogallo (D. Pedro Rey de Portugal) e della sua seconda moglie Costanza Manuel (D. Constança).
Ferdinando, dopo la morte del padre Pietro I, salì al trono del Portogallo il 18 gennaio 1367 come Ferdinando I.
In quel periodo il regno di Castiglia era in piena guerra civile tra il re Pietro I il Crudele ed il fratellastro Enrico II di Trastamara.
Alla morte di Pietro il Crudele, nel 1369, Ferdinando divenne pretendente al trono di Castiglia, perché, venuta a mancare con la morte di Pietro il Crudele la discendenza diretta (i figli di Pietro furono considerati tutti illegittimi, mentre i suoi fratellastri erano tutti illegittimi) dei nipoti del re di Castiglia Sancho IV l'Ardito, lui, Ferdinando del Portogallo, era il nipote maggiore e quindi l'avente diritto al trono.
Di conseguenza Enrico II di Trastamara, che, dopo la morte del fratellastro era divenuto re di Castiglia, per mantenere il trono dovette combattere una guerra, non solo contro il pretendente Ferdinando, sostenuto dal re d'Aragona Pietro IV il Cerimonioso ma anche contro il re di Navarra Carlo II il Malvagio, che durante la guerra civile castigliana si era appropriato di alcuni territori e infine Giovanni Plantageneto, I duca di Lancaster, figlio di Edoardo III d'Inghilterra, aspirante anch'egli al trono di Castiglia dopo avere sposato, nel 1371, Costanza, figlia del defunto Pietro I, e quindi legittima erede al trono.
 Nel 1369 Ferdinando invase la Galizia, ma alla prima resistenza galiziana si ritirò, mentre Enrico II di Trastamara entrava in Portogallo e occupava diverse posizioni strategiche tra cui Braganza; nel 1370 una flotta portoghese entrò nel Guadalquivir e attaccò Siviglia ma dovette ritirarsi con gravi perdite; la pace, anche per l'intervento pacificatore del papa Gregorio XI, fu siglata ad Alcoutim (1371), dove Ferdinando rinunciò al trono di Castiglia; in quella sede fu concordato il matrimonio tra Ferdinando e la figlia di Enrico II, Eleonora di Trastamara.
Però in quel periodo Ferdinando si era invaghito di Eleonora Telles de Menezes, moglie di un nobile della sua corte e con lei aveva iniziato una relazione, per cui il progettato matrimonio non fu mai celebrato ed Eleonora di Trastamara fu promessa al figlio del re di Navarra, a Carlo il Nobile e Ferdinando, essendo riuscito a fare annullare, per consanguineità, il precedente matrimonio di Eleonora Telles de Menezes, poté così, nel marzo del 1372, nel monastero di Leça do Balio, a Matosinhos, sposare la sua amante, Eleonora Telles de Menezes, figlia di Martino Alfonso Telles de Menezes (fratello di primo conte di Ourém, Giovanni Alfonso Telles de Menezes e discendente dal re del León Fruela II) e di Aldonza Anes de Vasconcelos, discendente dalla regina consorte del León Teresa del Portogallo, figlia illegittima del re del Portogallo Sancho I.
Le ostilità ripresero e, sempre nel 1372, Ferdinando, influenzato dalla moglie, si alleò con il duca di Lancaster, Giovanni, che, per diritto di matrimonio, ambiva alla corona di Castiglia; Enrico II allora, per prevenire un attacco congiunto anglo-portoghese alla Castiglia, invase il Portogallo e, all'inizio del 1373, raggiunse Lisbona, mentre Ferdinando era bloccato a Santarem, in attesa dell'aiuto inglese che non giunse mai e, nel marzo del 1373, dovette accettare il Trattato di Santarem, imposto da Enrico II in cui, oltre a espellere dal Portogallo tutti gli ex sostenitori di Pietro I il Crudele, rompeva l'alleanza con l'Inghilterra e cedeva alla Castiglia sei città portoghesi come garanzia. Inoltre, a garanzia dell'accordo, fu sancito il fidanzamento della sorellastra di Ferdinando, Beatrice del Portogallo (1347-1381), con il fratello di Enrico II, Sancho d'Alburquerque, figlio illegittimo d'Alfonso XI di Castiglia e di Eleonora di Guzmán.
In seguito a questa sconfitta, in due anni, costruì una nuova cerchia di mura intorno a Lisbona, e si preparò ad una nuova guerra con la Castiglia.
Per quanto riguarda il grande scisma, aperto dalla doppia elezione di papa Urbano VI e antipapa Clemente VII, entrambi eletti nel corso del 1378, Ferdinando alla fine del 1379, fece una dichiarazione contro Urbano VI, ma l'alleato inglese fece talmente tali e tante pressioni che alla fine, il 29 agosto 1381, dovette ritrattare.
Temendo il potere crescente del regno di Castiglia, dopo la morte di Enrico II di Tastamare (1379), Ferdinando si alleò nuovamente con Giovanni e, nel luglio 1380, fidanzò sua figlia, Beatrice con Edoardo, figlio del fratello di Giovanni, Edmondo, stabilendo di invadere la Castiglia congiuntamente.
Ferdinando allora attaccò il nuovo re di Castiglia, Giovanni I di Trastamara e in aiuto dei portoghesi arrivarono delle truppe inglesi comandate da Edmondo, conte di Cambridge, e zio del re d'Inghilterra, Riccardo II; Giovanni inviò la flotta castigliana alla foce del Tago e, nel marzo del 1382, pose l'assedio a Lisbona. La città resistette e, nell'agosto dello stesso anno, a Elvas, fu siglata una pace, all'insaputa di Edmondo, che in settembre, dovette rientrare in Inghilterra, che ribaltò le alleanze e a garanzia dell'accordo, l'erede al trono del Portogallo, Beatrice veniva promessa in sposa a Ferdinando, il più giovane dei figli di Giovanni I; essendo però, il 13 agosto, morta la moglie di Giovanni I, Eleonora d'Aragona, Giovanni I sostituì il figlio, nel contratto di matrimonio.
Il contratto di matrimonio prevedeva la clausola che finché un figlio di Beatrice non avesse raggiunto l'età di 14 anni, in caso di morte di Ferdinando la reggenza sarebbe stata della regina, Eleonora Telles de Menezes.
Beatrice del Portogallo, futura regina del Portogallo sposò Giovanni I di Trastamara, nell'aprile del 1383, nella cattedrale di Badajoz.
Ferdinando morì a Lisbona il 29 ottobre 1383. La salma fu traslata a Santarem, dove fu tumulata nel convento di San Francesco.
Nell'ottobre del 1383, alla morte di Ferdinando del Portogallo, come da accordi prematrimoniali, la regina Eleonora assume la reggenza del regno del Portogallo per conto della figlia, Beatrice. Ma in Portogallo non tutti accettarono la situazione in quanto la reggente aveva fama di adultera (con il conte di Ourém, Giovanni Fernandez Andeiro) ed inoltre se Beatrice fosse premorta a Giovanni di Castiglia, si sarebbero trovati un re straniero.
Un gruppo di nobili, tra cui Nuno Álvares Pereira, nel dicembre del 1383, proclamò Giovanni di Aviz, un figlio illegittimo del re Pietro il Giustiziere, quindi fratellastro di Ferdinando, difensore del regno, che, decretata l'esecuzione, assassinò il filocastigliano Andeiro, anche per la sua scandalosa condotta con la reggente.
Iniziò una guerra civile che durò fino 6 aprile 1385 quando fu proclamato Re il cognato della reggente, Giovanni I di Aviz.
In politica interna però il governo di Ferdinando fu buono e sviluppò sia l'agricoltura che la navigazione e specialmente per quest'ultima garantì privilegi per i costruttori e i compratori di navi agevolando anche una compagnia di assicurazione marittima.
Secondo il cronista Fernando Lopez, da quattrocento a cinquecento navi, molte delle quali dedite all'esportazione del sale e del vino, sostavano contemporaneamente nella rada di Lisbona.
Rispetto a suo padre accentuò il potere regale, infatti Ferdinando emanò i suoi decreti con la formula «la nostra conoscenza e assoluto potere» quando il padre usava «la nostra libera volontà e certa conoscenza» ed inoltre non convocò mai le Cortes per dichiarare guerra alla Castiglia.

## Discendenza[1][2][3][6]
Ferdinando ed Eleonora ebbero tre figli:
- Giovanni del Portogallo (1370), nato prima del matrimonio
- Alfonso del Portogallo (1371), nato prima del matrimonio
- Beatrice del Portogallo (1372-1410), regina de jure del Portogallo tra il 1383 e il 1385, sposò nel 1383 Giovanni I di Castiglia

Prima del matrimonio Ferdinando ebbe una figlia illegittima, da un'amante di cui non si conoscono né il nome né gli ascendenti:
- Isabella del Portogallo (1364-1395), signora di Viseu, sposò Alfonso Enriquez, conte di Gijón e di Noreña, figlio illegittimo di Enrico II di Castiglia e di Elvira Íñiguez.

## Ascendenza
|                             |                      |                                | Genitori                 |  |  | Nonni |  |  | Bisnonni               |  |  | Trisnonni                  |  |
|                             |                      |                                |                          |  |  |       |  |  | Dionigi del Portogallo |  |  | Alfonso III del Portogallo |  |
|                             |                      |                                |                          |  |  |       |  |  | Dionigi del Portogallo |  |  | Alfonso III del Portogallo |  |
|                             |                      | Beatrice di Castiglia e Guzmán |                          |  |  |       |  |  | Dionigi del Portogallo |  |  |                            |  |
| Alfonso IV del Portogallo   |                      |                                |                          |  |  |       |  |  | Dionigi del Portogallo |  |  |                            |  |
|                             |                      | Isabella d'Aragona             | Pietro III d'Aragona     |  |  |       |  |  |                        |  |  |                            |  |
|                             |                      | Isabella d'Aragona             | Pietro III d'Aragona     |  |  |       |  |  |                        |  |  |                            |  |
|                             |                      | Isabella d'Aragona             | Costanza di Hohenstaufen |  |  |       |  |  |                        |  |  |                            |  |
| Pietro I del Portogallo     |                      | Isabella d'Aragona             |                          |  |  |       |  |  |                        |  |  |                            |  |
|                             |                      | Sancho IV di Castiglia         | Alfonso X di Castiglia   |  |  |       |  |  |                        |  |  |                            |  |
|                             |                      | Sancho IV di Castiglia         | Alfonso X di Castiglia   |  |  |       |  |  |                        |  |  |                            |  |
|                             |                      | Sancho IV di Castiglia         | Violante d'Aragona       |  |  |       |  |  |                        |  |  |                            |  |
| Beatrice di Castiglia       |                      | Sancho IV di Castiglia         |                          |  |  |       |  |  |                        |  |  |                            |  |
|                             |                      | Maria di Molina                | Alfonso di Molina        |  |  |       |  |  |                        |  |  |                            |  |
|                             |                      | Maria di Molina                | Alfonso di Molina        |  |  |       |  |  |                        |  |  |                            |  |
|                             |                      | Maria di Molina                | Mayor Alonso de Meneses  |  |  |       |  |  |                        |  |  |                            |  |
| Ferdinando I del Portogallo |                      | Maria di Molina                |                          |  |  |       |  |  |                        |  |  |                            |  |
|                             | Manuele di Castiglia | Ferdinando III di Castiglia    |                          |  |  |       |  |  |                        |  |  |                            |  |
|                             | Manuele di Castiglia | Ferdinando III di Castiglia    |                          |  |  |       |  |  |                        |  |  |                            |  |
|                             | Manuele di Castiglia | Beatrice di Svevia             |                          |  |  |       |  |  |                        |  |  |                            |  |
| Don Juan Manuel             | Manuele di Castiglia |                                |                          |  |  |       |  |  |                        |  |  |                            |  |
|                             |                      | Beatrice di Savoia             | Amedeo IV di Savoia      |  |  |       |  |  |                        |  |  |                            |  |
|                             |                      | Beatrice di Savoia             | Amedeo IV di Savoia      |  |  |       |  |  |                        |  |  |                            |  |
|                             |                      | Beatrice di Savoia             | Cecilia del Balzo        |  |  |       |  |  |                        |  |  |                            |  |
| Costanza Manuel             |                      | Beatrice di Savoia             |                          |  |  |       |  |  |                        |  |  |                            |  |
|                             |                      | Giacomo II d'Aragona           | Pietro III d'Aragona     |  |  |       |  |  |                        |  |  |                            |  |
|                             |                      | Giacomo II d'Aragona           | Pietro III d'Aragona     |  |  |       |  |  |                        |  |  |                            |  |
|                             |                      | Giacomo II d'Aragona           | Costanza di Hohenstaufen |  |  |       |  |  |                        |  |  |                            |  |
| Costanza d'Aragona          |                      | Giacomo II d'Aragona           |                          |  |  |       |  |  |                        |  |  |                            |  |
|                             |                      | Bianca di Napoli               | Carlo II di Napoli       |  |  |       |  |  |                        |  |  |                            |  |
|                             |                      | Bianca di Napoli               | Carlo II di Napoli       |  |  |       |  |  |                        |  |  |                            |  |
|                             |                      | Bianca di Napoli               | Mària d'Ungheria         |  |  |       |  |  |                        |  |  |                            |  |
|                             |                      | Bianca di Napoli               |                          |  |  |       |  |  |                        |  |  |                            |  |